# 붉은 실의 여자
붉은 실의 여자는 2012년에 일본에서 방송된 드라마로, 현대사회가 주는 시련으로부터 싸워나가는 한 여성의 이야기를 그려낸 방송이다.

## 캐스팅
- 미쿠라 마나
- 우에노 나츠히
- 세가와 료
- 오자와 마쥬
- 키타하라 사와코
- 야마구치 이즈미
- 이시노 요코
- 이시다 준이치
- 오쿠무라 카에
- 사카이 센지로
- 마리야 토모코
- 콘